# George Snedecor

George Snedecor   (Memphis, 20 d'octubre de 1881 - Amherst, 15 de febrer de 1974) va ser un estadístic i matemàtic nord-americà. Va treballar en l'anàlisi de dades, l'anàlisi de la variància, el disseny d'experiments i en metodologia estadística. La distribució F de Snedecor i el Premi George Snedecor de l'American Statistical Association porten, en reconeixement, el seu nom.

## Vida i Obra
Snedecor va néixer a Memphis, Tennessee, en una important família benestant de demòcrates surenys presbiterians. Seguint al seu pare, que sentia una crida religiosa per evangelitzar i educar les classes menys afavorides del sud, va créixer a Florida i Alabama. Era net del conegut advocat de Memphis, Bedford Mitchell Estes, fill de  Emily Alston Estes i de James G. Snedecor i nebot de Ione Estes Dodd i William J. Dodd, famós arquitecte del mig oest dels Estats Units.
Va estudiar Matemàtiques i Física a la Universitat d'Alabama i a la Universitat de Michigan on l'any 1913 va obtenir el master. Va ser professor de matemàtiques a la Iowa State University.
Juntament amb Henry Agard Wallace, editor del Wallace's Farmer a Des Moines, i més tard vicepresident dels Estats Units, es van interessar per la recerca en agricultura, van organitzar seminaris sobre regressió múltiple i van ser pioners en l'ús de les targetes perforades.
Va crear el primer laboratori estadístic del país, avui el Iowa Statistical Laboratory, així com el primer departament d'Estadística als Estats Units a la mateixa universitat.
L'any 1931 va convidar Ronald Fisher a Ames i aquesta trobada va dinamitzar el desenvolupament de moltes de les tècniques estadístiques d'ús habitual.
Va ser un dels pioners de les “matemàtiques aplicades modernes”. A Iowa State va ser un dels primers usuaris del potser primer ordinador digital aplicat a la resolució de problemes matemàtics, l'Atanasoff - Berry Computer.
Juntament amb William Cochran, l'any 1938 va publicar la més coneguda obra seva, el llibre de text “Statistical methods applied to experiments in agriculture and biology” que a la dècada dels anys setanta era el text més citat de totes les branques científiques.
Des de 1957 fins a 1963 Snedecor va treballar al departament d'Estadística del grup Foster’s fent-se càrrec de l'estudi de totes les dades de producció.
Va ser nomenat doctor “honoris causa” en Ciències per la North Carolina State University (1956) i per Iowa State University (1958). El Snedecor Hall, construït el 1939, és ara la seu del Departament d'Estadística de la seva universitat.
Va ser President de l'American Statistical Association (1948), Honorary Fellow de la Royal Statistical Society (1954) i membre honorari vitalici de la Biometric Society (1971). L'any 1970 li va ser concedit el Premi Samuel Wilks.
Es va jubilar el 1958 després de 45 anys de dedicació a Iowa State University i es va retirar a San Diego, Califòrnia.
Va morir l'any 1974 a Amherst, Massachusetts.
En honor seu, l'any 1976 l'American Statistical Association va instituir el Premi Snedecor.

## Llibres de text publicats
- "Calculation and interpretation of analysis of variance and covariance" (1934) Ames, IA: The Iowa State College Press.
- "Statistical methods applied to experiments in agriculture and biology" (1937) Ames, IA, Collegiate Press,

## Altres enllaços
- George W. Snedecor a Mathematics Genealogy Project
- O. Kempthorne Biografia de George W. Snedecor Arxivat 2016-03-03 a Wayback Machine.
- O'Connor, John J.; Robertson, Edmund F. «George Snedecor» (en anglès). MacTutor History of Mathematics archive.   School of Mathematics and Statistics, University of St Andrews, Scotland. (anglès)